# 露西·泰勒-沙曼
露西·泰勒-沙曼（英語：Lucy Tyler-Sharman，1965年6月6日—），澳大利亚前女子自行车运动员。她曾代表澳大利亚参加1996年夏季奥林匹克运动会自行车比赛，获得女子记分赛铜牌。